# Konstanze Göbel
Konstanze Göbel (* 3. August 1950 in Leipzig) ist eine deutsche Fotografin.

## Leben und Werk
Konstanze Göbel absolvierte von 1967 bis 1969 eine Lehre als Fotografin mit den Schwerpunkten Porträt-, Industrie- und Werbefotografie. Von 1970 bis 1975 studierte sie bei Heinz Föppel und u. a. auch bei dem Gastdozenten Arno Fischer an der Hochschule für Grafik und Buchkunst Leipzig Angewandte Fotografie. 1974 heiratete sie, 1976 gebar sie zwei Söhne. Die Ehe wurde 1979 geschieden. 1983 bekam Konstanze Göbel einen weiteren Sohn.
Seit dem Studienabschluss arbeitet Konstanze Göbel als freischaffende Fotografin. Ihr erster Wohnort war Mücheln, wo sie anfangs notgedrungen vor allem für gebrauchsgrafische Zwecke wie Plakate und Kataloge fotografierte. Für solche Arbeiten erhielt sie sieben Preise. Von 1979 bis 1982 war sie im VEB Chemische Werke Buna tätig. Sie zog dann nach Halle/Saale, wo sie Kontakt zu der dortigen Kunst-Szene und günstigere Arbeitsbedingungen bekam. Damit konnte sie sich endlich der Landschafts- und Porträtfotografie zuwenden. Ihr fotografisches Werk ist geprägt von einprägsamen Porträts, detaillierten Sachaufnahmen und Bildern von Halle, Leipzig und Umgebung. Sie schuf u. a. 1984 eine Serie „Fotografien vom Land“ und von 1987 bis 1989 nach einem Auftrag des Rates des Bezirks Halle die Fotoserie „Halle im Umbruch“, die „das Bild einer Stadt voller innerer Widersprüche, porträtiert in klaren, oft betroffen wirkenden Bildern“, zeigt. Wichtig für ihr Werk ist auch eine Serie von Fotografien aus der Werkstatt der Keramiker Gertraud und Martin Möhwald.
Konstanze Göbel war von 1977 bis 1990 Mitglied des Verbandes Bildender Künstler der DDR. Studienreisen führten sie u. a. in das sowjetische Mittelasien (u. a. Samarkand und Chiwa), wo sie auch Aufnahmen von historischen Gebäuden machte.
Konstanze Göbel lebt jetzt in Leipzig-Holzhausen.

## Öffentliche Sammlungen mit Werken Konstanze Göbels (unvollständig)
- Beeskow: Kunstarchiv Beeskow
- Cottbus: Kunstmuseum Dieselkraftwerk (Brandenburgisches Landesmuseum für moderne Kunst)
- Halle/Saale: Kunstmuseum Moritzburg Halle/Saale
- Leipzig: Fotoarchiv der VNG AG[2]

## Ausstellungen (unvollständig)

### Personalausstellungen
- 1978: Merseburg, Dom
- 1990: Stadtbibliothek Salzgitter („Konstanze Göbel, Reinhard Hentze, Peter Kersten. Drei Fotografen aus Halle a. d. Saale“)
- 2020: Halle/Saale, Kunstmuseum Moritzburg („Schwarz – Grau – Weiß ist meine Farbigkeit“)
- 2020/2021: Leipzig, Kunsthalle der Sparkasse Leipzig („Metamorphosen. Industriekultur im Wandel. Positionen Leipziger Fotograf:innen 1988–2020“; mit Bernd Cramer, Christiane Eisler, Harald Kirschner und Sieghard Liebe)

### Teilnahme an Gruppenausstellungen
- 1978, 1981 und 1984 Frankfurt/Oder, Galerie Junge Kunst; bzw. Karl-Marx-Stadt, Ausstellungshalle 2 am Schlossteich, und Berlin, Neue Berliner Galerie im Alten Museum („Junge Künstler der DDR“)
- 1978: Berlin, Ausstellungszentrum am Fernsehturm („Brecht im Plakat. Bertolt-Brecht-Ehrung der Deutschen Demokratischen Republik“)
- 1982/1983 und 1987/1988: Dresden, IX. und X. Kunstausstellung der DDR
- 1984: Halle/Saale, Ausstellungshallen auf der Preissnitz („Kunst im Bezirk Halle“)
- 1985: Berlin, Nationalgalerie („Auf gemeinsamen Wegen“. Kunstausstellung zum 40. Jahrestag der Befreiung)
- 1985: Erfurt, Gelände der Internationalen Gartenbauausstellung („Künstler im Bündnis“)
- 1985: Halle/Saale („Die Erste“; erste Gruppenausstellung der Fotografen des VBK, Bezirk Halle)
- 1986: Berlin, Ausstellungszentrum am Fernsehturm, und Dresden, Ausstellungszentrum Fucikplatz („3. Porträtfotoschau der DDR“)
- 1990: Berlin, Haus am Lützowplatz („DDR-Frauen fotografieren“)
- 2009: Berlin, Deutsches Historisches Museum („Das Jahr 1989. Bilder einer Zeitenwende“)
- 2009: Cottbus, Kunstmuseum Dieselkraftwerk („Voller Leben. Aus der Sammlung“)

## Weblink
- https://www.kunstmuseum-moritzburg.de/kunst-erleben/digital-entdecken/museumsblog/03-august-2020/